# Queens’ College (Cambridge)

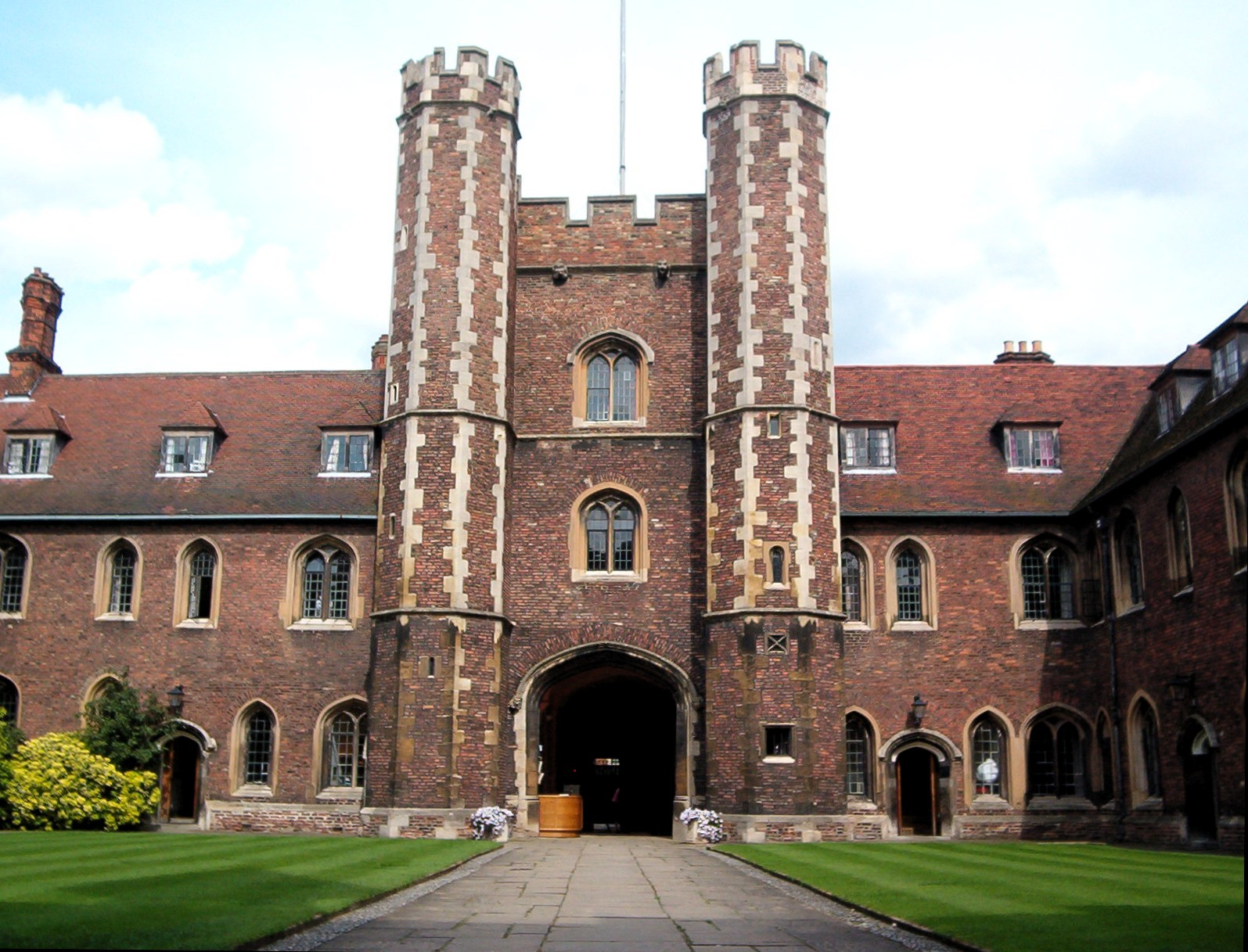
Das „Gatehouse“, vom Old Court aus gesehen.

Das Queens’ College ist eines der 31 Colleges der englischen Universität Cambridge. Es wurde 1448 durch Margarete von Anjou erstmals gegründet. Ein zweites Mal wurde es im Jahr 1465 durch Elizabeth Woodville, die Ehefrau von König Eduard IV., gegründet. Dies drückt sich auch in der Rechtschreibung des volkstümlichen Namens des College aus, da die Bezeichnung Queens’  (also Plural für Königin) und nicht Queen’s College heißt. Dennoch lautet der offizielle Name: „The Queen’s College of St Margaret and St Bernard in the University of Cambridge.“
Das Queens’ College ist eines von mehreren Colleges in Cambridge, das seine Gebäude an beiden Ufern des Flusses Cam hat (die anderen sind das King’s College, das Clare College, das Trinity Hall College, das Trinity College, das St John’s College, und das Magdalene College). Das Wohnhaus des Präsidenten vom Queens’ College (engl. President’s Lodge) ist das älteste Gebäude am Fluss in Cambridge (ca. 1460).

## Mathematical Bridge

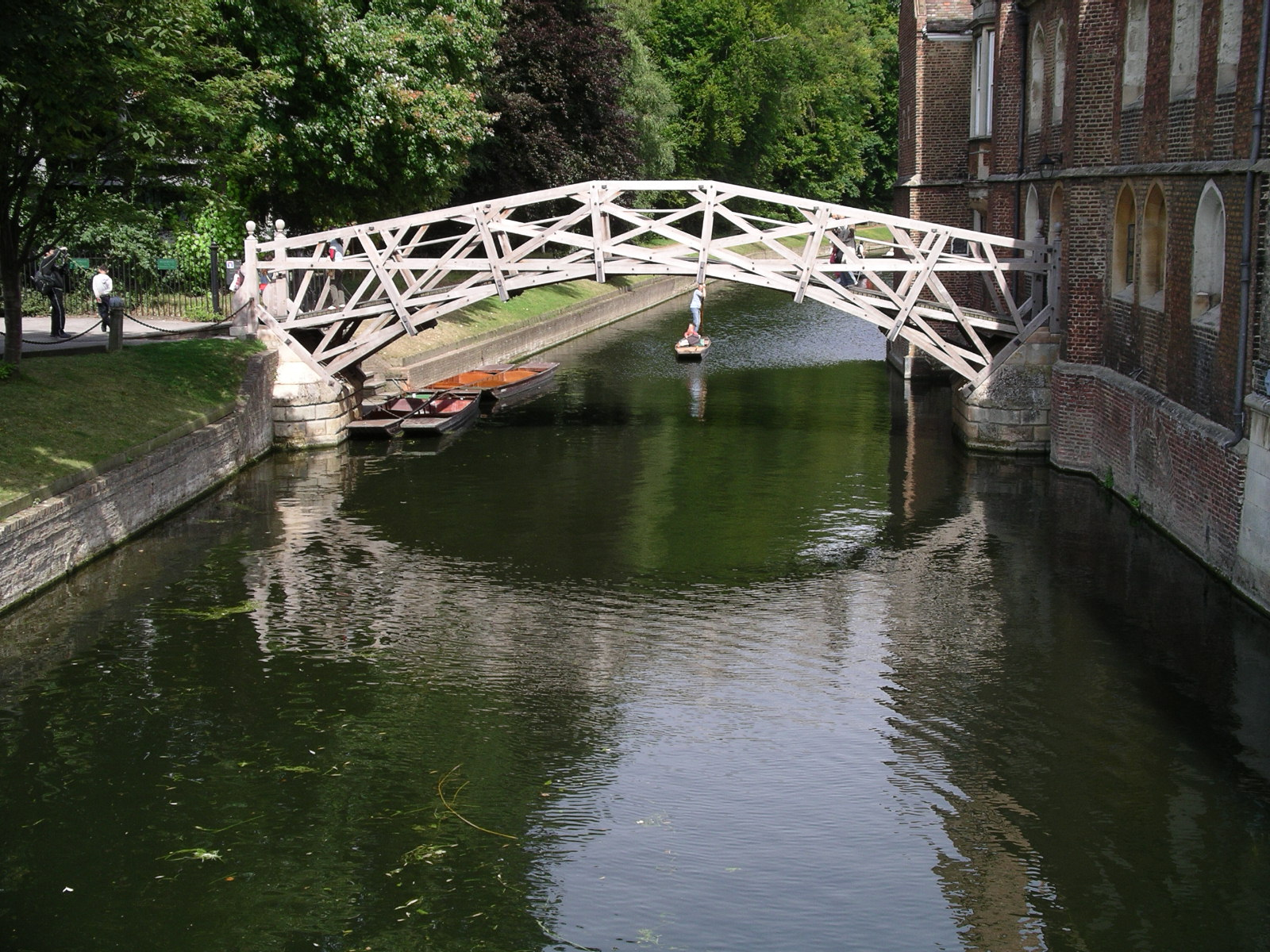
Die „Mathematical Bridge“ in Cambridge

Die sogenannte Mathematical Bridge (deutsch: „Mathematische Brücke“) verbindet die ältere Hälfte des College (von den Studenten auch als „Die Dunkle Seite“ bezeichnet) mit der neueren Hälfte („Die Helle Seite“) und ist vermutlich eines der am meisten fotografierten Motive von Cambridge. Der Volksmund erzählt sich, dass die Brücke ursprünglich von Sir Isaac Newton entworfen und gebaut wurde, und zwar ohne Schrauben und Muttern, so dass sie nur durch ihr eigenes Gegengewicht hält. Angeblich sollen Studenten des College versucht haben, die Brücke auseinanderzunehmen und anschließend wieder zusammenzusetzen. Dabei hätten sie versagt und mussten daher die Brücke diesmal mit Schrauben und Muttern wieder zusammenbauen. Daher sieht man heutzutage auch entsprechende Schrauben und Muttern. Doch diese Geschichte ist eindeutig falsch: Die Brücke wurde 1749, also 22 Jahre nach Newtons Tod, durch James Essex den Jüngeren (1722–1784) erbaut, und zwar nach dem Design von William Etheridge (1709–1776). Die Brücke wurde zweimal neu errichtet (1866 und 1905), aber stets nach den alten Entwürfen. Ein anderer Mythos besagt, dass die Brücke chinesischen Ursprungs sei und dass ihre Form und Aufhängung auf bestimmte mathematische Formeln zurückgehe, woher sich auch der Name ableiten ließe.

## Fitzpatrick Hall
Das Queens’ College ist einzigartig unter den Colleges in Cambridge, weil es die sogenannte Fitzpatrick Hall als Vielzweckhalle besitzt. Sie kann für Theateraufführungen, Kinofilme sowie für Sportaktivitäten genutzt werden.

## Zahlen zu den Studierenden
Im Dezember 2022 waren 1.090 Studierende am Queens’ College eingeschrieben. Davon strebten 546 (50,1 %) ihren ersten Studienabschluss an, sie waren also undergraduates. 544 (49,9 %) arbeiteten auf einen weiteren Abschluss hin, sie waren postgraduates. 2020 waren es 1.045 Studierende gewesen, davon 495 im weiterführenden Studium, 2021 insgesamt 1.091.

## Alumni

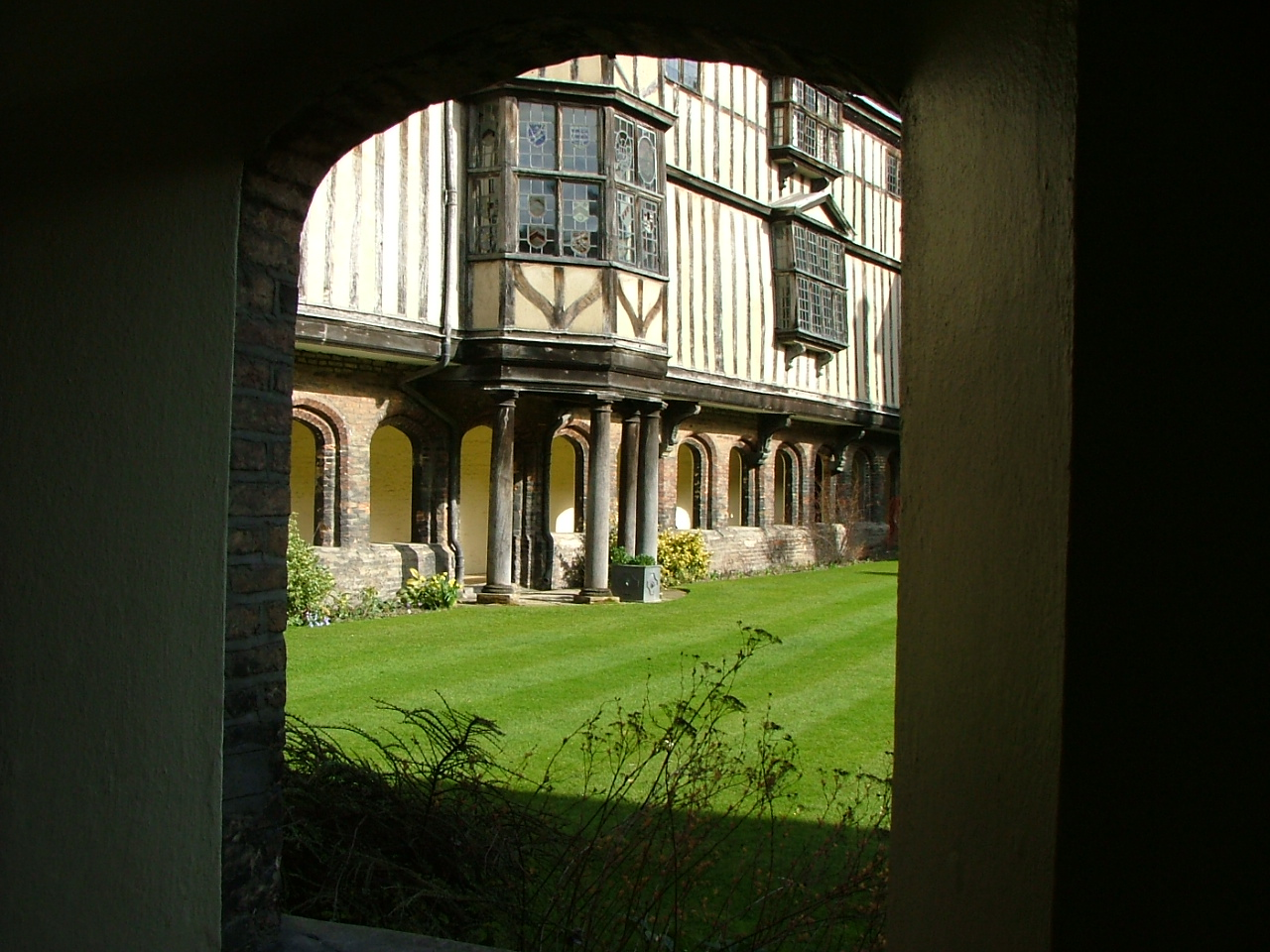
Die President’s Lodge

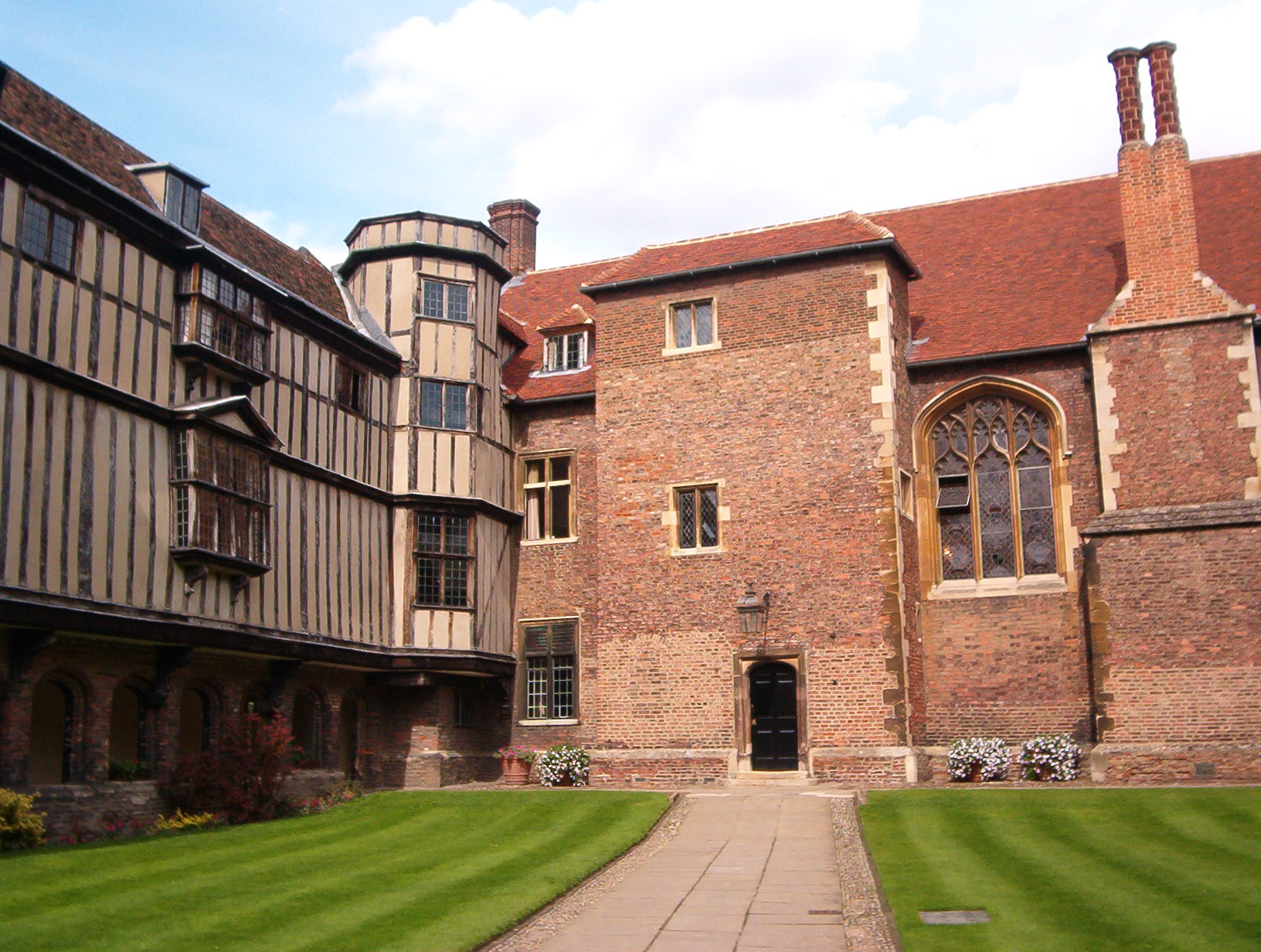
Der Cloister Court mit der Long Gallery auf der linken Seite.

- Awn Shawkat Al-Khasawneh (* 1950), Richter am Internationalen Gerichtshof
- John E. Baldwin (* 1949), Astronom
- Maurice Stevenson Bartlett (1910–2002), Statistiker
- Joost de Blank (1908–1968), anglikanischer Theologe und Erzbischof von Kapstadt
- Alexander Crummell (1819–1898), Missionar
- Richard Dearlove, ehemaliger Vorsitzender des britischen Geheimdienstes (MI6)
- Thomas Digges (1546–1595), Kosmograf
- Lord Eatwell (* 1945), Wirtschaftswissenschaftler
- Charles Leslie Falconer, Baron Falconer of Thoroton (* 1951), Jurist und Politiker, von 2003 bis 2007 Lordkanzler
- Colin Michael Foale (* 1957), Astronaut
- Stephen Fry (* 1957), Schriftsteller, Schauspieler und Journalist
- John Goodwin († 1665)
- Paul Greengrass, Schriftsteller und Filmregisseur
- Vuk Jeremić (* 1975), Außenminister Serbiens
- Anwar Nusseibeh (1913–1986), jordanischer Politiker[5]
- Osborne Reynolds (1842–1912), Physiker
- Kenneth William Wedderburn (1927–2012), Jurist und Politiker
- T. H. White (1906–1964), Schriftsteller
- John Whitgift (1530–1604), Geistlicher

### Liste der Präsidenten
Die meisten College-Vorsitzenden werden Master genannt; im Queens’ College bezeichnet man die Vorsitzenden als Präsidenten (engl. President) seit 1448. Nachfolgend die Liste der Präsidenten:
- 1448–1484:  Andrew Dokett
- 1484–1505:  Thomas Wilkynson
- 1505–1508:  St John Fisher
- 1508–1519:  Robert Bekensaw
- 1519–1525:  John Jenyn
- 1525–1527:  Thomas Farman
- 1527–1529:  William Frankleyn
- 1529–1537:  Simon Heynes
- 1537–1553:  William Mey
- 1553–1557:  William Glynne
- 1557–1559:  Thomas Pecocke
- 1559–1560:  William Mey (zweite Amtszeit)
- 1560–1568:  John Stokes
- 1568–1579:  William Chaderton
- 1579–1614:  Humphrey Tindall
- 1614–1622:  John Davenant
- 1622–1631:  John Mansell
- 1631–1644:  Edward Martin
- 1644–1647:  Herbert Palmer
- 1647–1660:  Thomas Horton
- 1660–1662:  Edward Martin, restored
- 1662–1667:  Anthony Sparrow
- 1667–1675:  William Wells
- 1675–1717:  Henry James
- 1717–1732:  John Davies
- 1732–1760:  William Sedgwick
- 1760–1788:  Robert Plumptre
- 1788–1820:  Isaac Milner
- 1820–1832:  Henry Godfrey
- 1832–1857:  Joshua King
- 1857–1892:  George Phillips
- 1892–1896:  William Magan Campion
- 1896–1901:  Herbert Edward Ryle
- 1901–1906:  Frederic Henry Chase
- 1906–1931:  Thomas Cecil Fitzpatrick
- 1932–1958:  John Archibald Venn
- 1958–1970:  Arthur Llewellyn Armitage
- 1970–1982:  Derek William Bowett
- 1982–1988:  Ernest Ronald Oxburgh
- 1988–1996:  John Charlton Polkinghorne
- 1997–2020:  John Leonard Eatwell
- 2020–heute: Mohamed Aly El-Erian